# Thomas Kiefer
Thomas Nisbit Kiefer (Sharon, 25 de febrero de 1958) es un deportista estadounidense que compitió en remo.
Participó en los Juegos Olímpicos de Los Ángeles 1984, obteniendo una medalla de plata en la prueba de cuatro con timonel. Ganó tres medallas de bronce en el Campeonato Mundial de Remo entre los años 1981 y 1986.

## Palmarés internacional
| Juegos Olímpicos   | Juegos Olímpicos             | Juegos Olímpicos  | Juegos Olímpicos   |
| Año                | Lugar                        | Medalla           | Prueba             |
| ------------------ | ---------------------------- | ----------------- | ------------------ |
| 1984               | Los Ángeles (Estados Unidos) | Medalla de plata  | Cuatro con timonel |
| Campeonato Mundial |                              |                   |                    |
| Año                | Lugar                        | Medalla           | Prueba             |
| 1981               | Múnich (RFA)                 | Medalla de bronce | Ocho con timonel   |
| 1985               | Malinas (Bélgica)            | Medalla de bronce | Ocho con timonel   |
| 1986               | Nottingham (Reino Unido)     | Medalla de bronce | Ocho con timonel   |